# Zoran Petrović (vattenpolospelare)
Zoran Petrović, född 22 augusti 1960 i Belgrad, är en före detta jugoslavisk vattenpolospelare. Han vann OS-guld 1984 med Jugoslaviens landslag.
Petrović spelade sju matcher i den olympiska vattenpoloturneringen i Los Angeles.
Petrović tog VM-guld för Jugoslavien i samband med världsmästerskapen i simsport 1986 i Madrid.